# Concatedral de Guadalajara
La concatedral de Santa María de la Fuente la Mayor o, simplemente, de Santa María es una iglesia mudéjar de Guadalajara (España) y una de las sedes episcopales de la Diócesis de Sigüenza-Guadalajara junto con la catedral de Santa María de Sigüenza. Fue construida durante el siglo XIV. Su interior está formado por tres naves que enlazan a tres pórticos: el central, solucionado en arco de herradura y los dos laterales, en arco túmido. Destaca el retablo mayor de Francisco Mir, en estilo renacentista manierista. El campanario está recubierto de ladrillo y cuenta con ocho campanas: una del siglo XVIII, dos del XIX y las otras cinco del XX. Es uno de los santuarios más importantes de la ciudad.

## Descripción

### Exterior

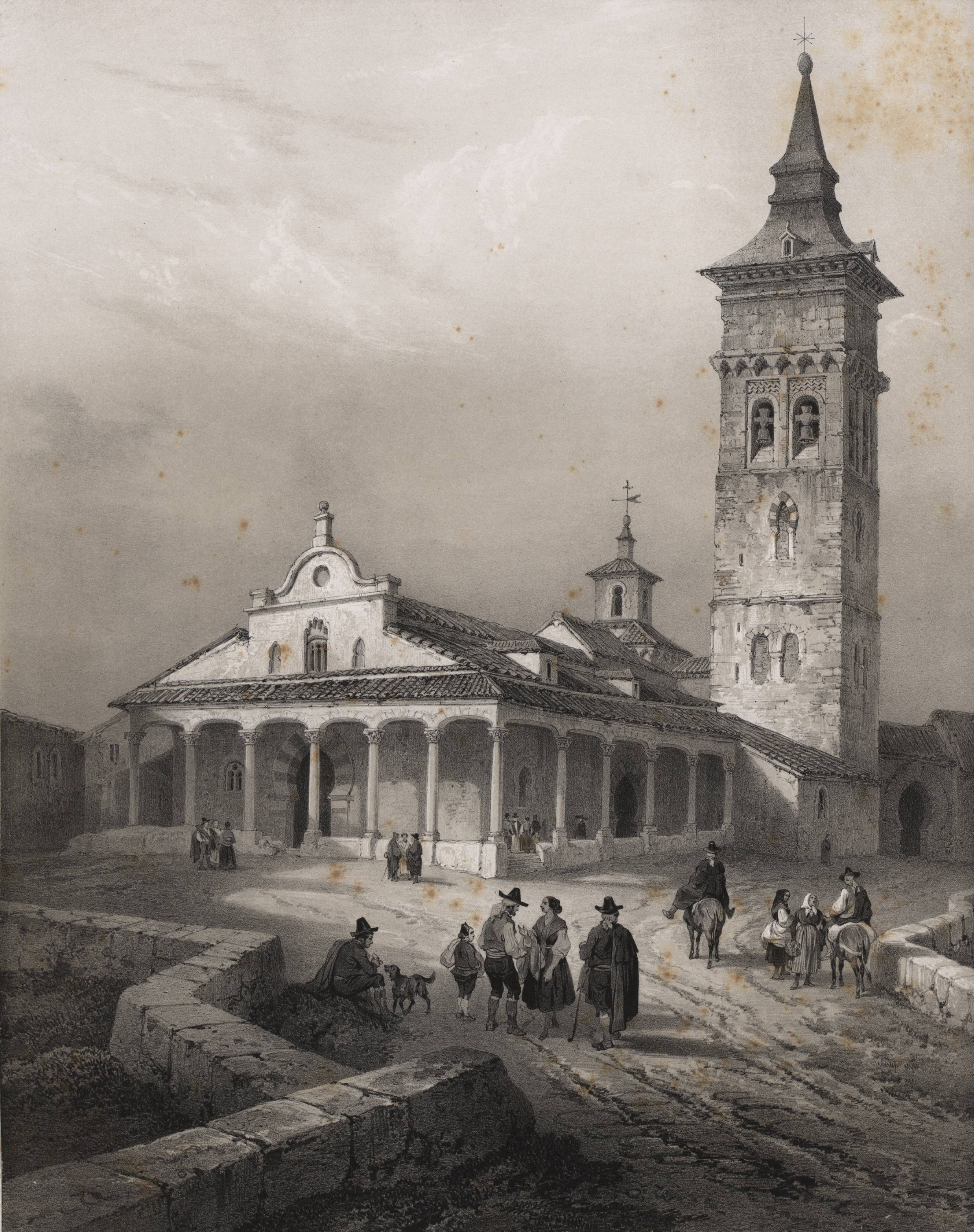
La iglesia en un grabado a partir de dibujo de Genaro Pérez de Villaamil para el tercer volumen de España artística y monumental (1850)

Conserva de la primitiva construcción gran parte del exterior del templo. En la fachada que da a la plaza de Santa María se encuentra la puerta principal de ingreso al centro. Sobre el muro meridional se encuentra otra puerta apareciendo un tercer ingreso, hoy condenado, en el muro de la antigua sacristía, que se adhería a este costado del templo. Estas puertas constituyen unos magníficos ejemplos de estilo mudéjar, y se forman con arcos de herradura apuntados de tradición siria.

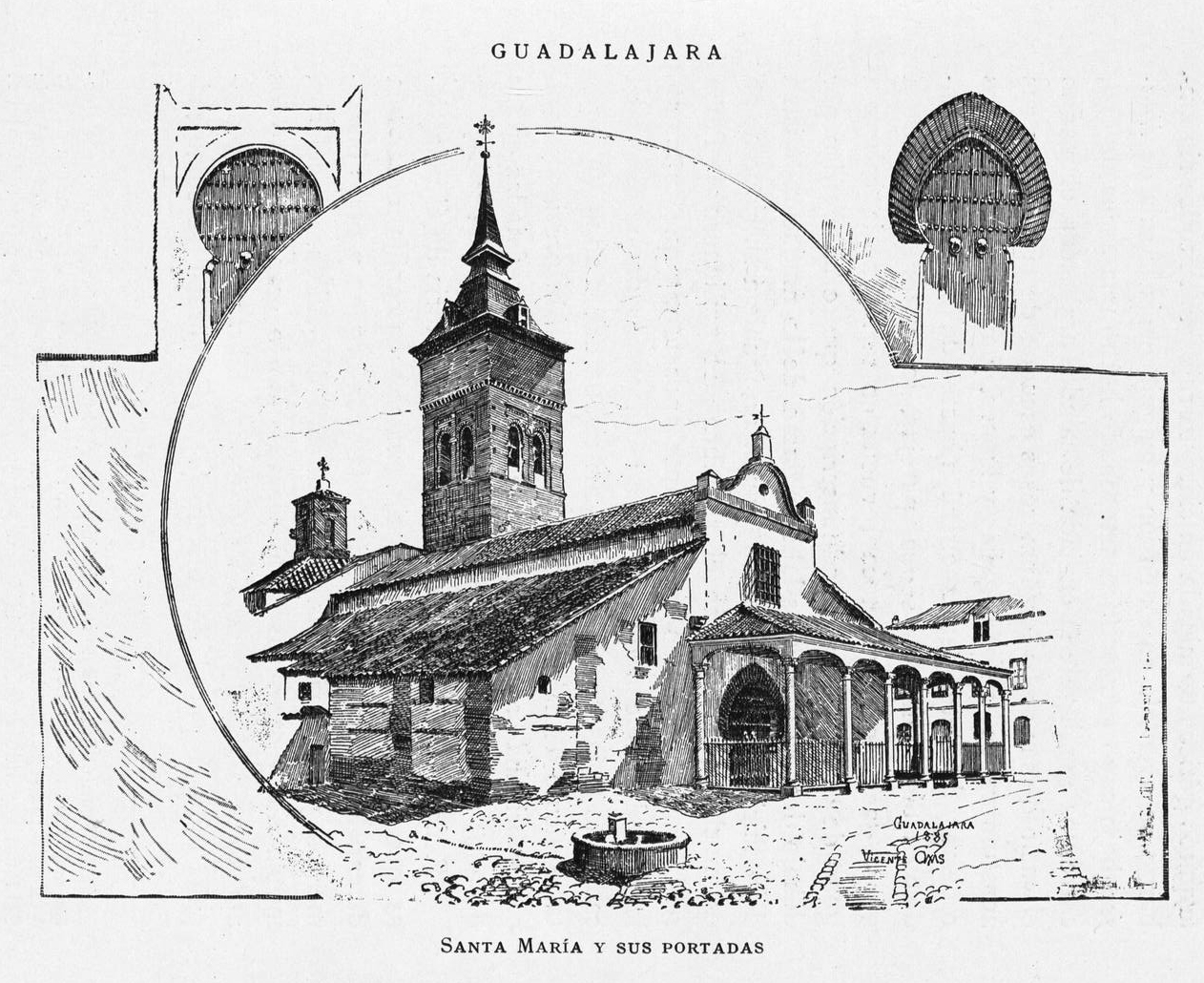
Vista del edificio en un dibujo de Vicente Oms de 1885

De ladrillo visto, en toda su estructura, el arco propiamente dicho se forma con resaltes de ladrillo en disposición radiada, contorneándose por una hilada de ladrillo que a trechos forma lazadas sencillas, incluyendo en el interior de ellas fragmentos cerámicos de color verde. Se flanquean de aplanadas pilastras, y en el alfiz muestran, la occidental, una decoración en resaltes de ladrillos dispuestos en radiación convergente hacia el centro de la puerta, mientras que repiten la misma disposición que la portada, marcando una imposta del mismo material. La puerta de la antigua sacristía repite la estructura de la principal.
Se circuyen los muros de sur y poniente por una porticada sostenida por altas columnas que rematan en capiteles de estilo Renacimiento alcarreño, puesta en los comienzos del siglo XVI. El resto de los muros del templo se forman por hiladas de ladrillo entre el mampuesto, con enfoscados de diversos tipos. Sobre el crucero resalta una linterna, cuadrada, también de ladrillo, puesta a comienzos del siglo XVII.

### Torre

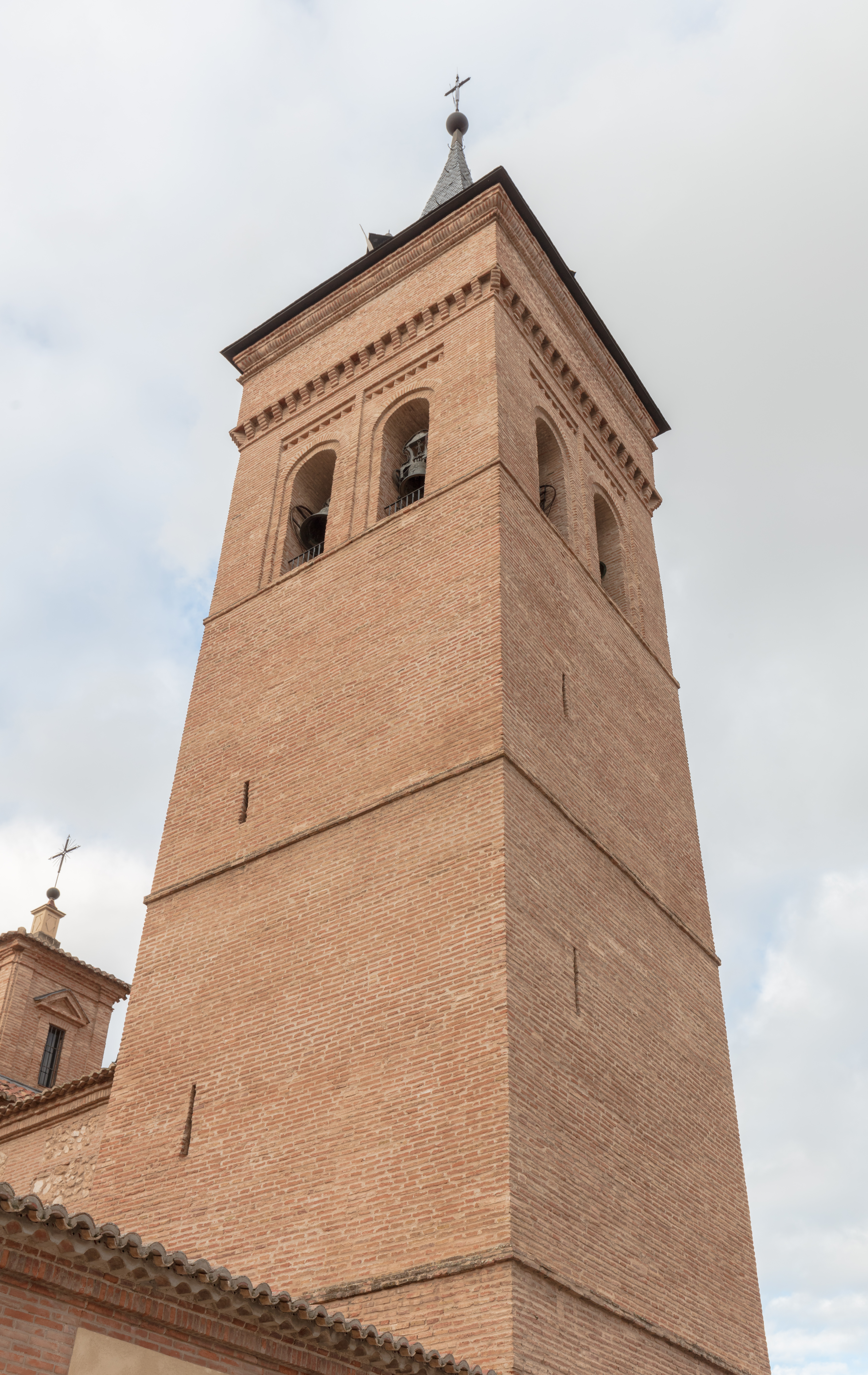
Detalle de la torre.

La torre se adosa al muro meridional, cerca de la cabecera del templo. Existen indicios de que antiguamente estuvo aislada del resto del templo. Es de planta cuadrada, con gruesos muros de mampostería revestidos de ladrillo, horadadas solamente, en sus dos cuerpos inferiores, por estrechas saeteras que iluminan una interesante escalera que asciende hasta el cuerpo de las campanas, en que estas aparecen cobijadas por arcos de medio punto, muy elevados, enmarcados por líneas de ladrillo profusamente decoradas a base de juegos y combinaciones con este material. Rematando este cuerpo existe una cornisa también de ladrillo y encima otro cuerpo, más moderno, del siglo XVI, que remata en chapitel de estilo madrileño.

### Interior

Nave central.

De tres naves, separadas por fuertes pilastras y arcos de medio punto, con acentuado crucero cubierto de cúpula con linterna, y presbiterio elevado. La techumbre de la nave es de escayola, y sobre ella se conserva, invisible, un artesonado primitivo mudéjar. A los pies del templo, coro alto.
Se abren capillas a los dos lados. En la nave de la epístola, se encuentra la capilla de los Figueroa y Torres, ocupando el lugar de la antigua sacristía. Contiene los enterramientos de esta noble familia, con buen altar en mármol, obra del siglo XIX, y varias lápidas sepulcrales. En la cabecera de esta nave, se abre la capilla de la Visitación, fundada en 1480 por don Alonso Yáñez de Mendoza, familiar del cardenal Mendoza. Solo se conserva de lo primitivo la estatua yacente, en alabastro, que la representa revestido con hábitos religiosos y manos orantes. Lo demás es añadido del siglo XVIII, en que un descendiente puso hornacina de gusto neoclásico conteniendo el escudo de Yáñez timbrado de capelo.
En la nave del evangelio se pueden ver empotradas dos lápidas sepulcrales, con escudos, pertenecientes a Juan Sánchez Hurtado, comisario de la Inquisición y cura de Santa María en 1636, y a Manuel de Albornoz y Sotomayor, también cura de la iglesia, a cuya costa se hizo el altar mayor, en el primer cuarto del siglo XVII. Se ve en ese muro un lienzo representando a la Virgen de la Varga. Se abre la capilla del Santísimo, fundada por la familia Guzmán a principios del siglo XVI, en la que fueron enterrándose todos sus miembros hasta el pasado siglo XIX. Sobre la puerta de entrada, se ven polícromas las armas de Guzmán, y en el interior de la capilla aparecen también varios grandes escudos de esta familia con sus diversos entronques, y esta leyenda que corre por el friso: 

Esta capilla de Nuestra Señora de la Paz y Misericordia fue fundada por el M.N. Cavº don Luís Guzmán y María de Guzmán su muger SSres. de la Villa de Alvolleque Lugar de Enterramiento y descanso y sus suzesores en su casa y Mayorazgos, y se an de poder enterrar en ella los dhos patronos y todos sus hijos y descendientes y demás personas que los dhos patronos quisieran señalando ellos el entierro a cada uno y se han de traer y depositar aquí todos los huesos de la capilla mayor.

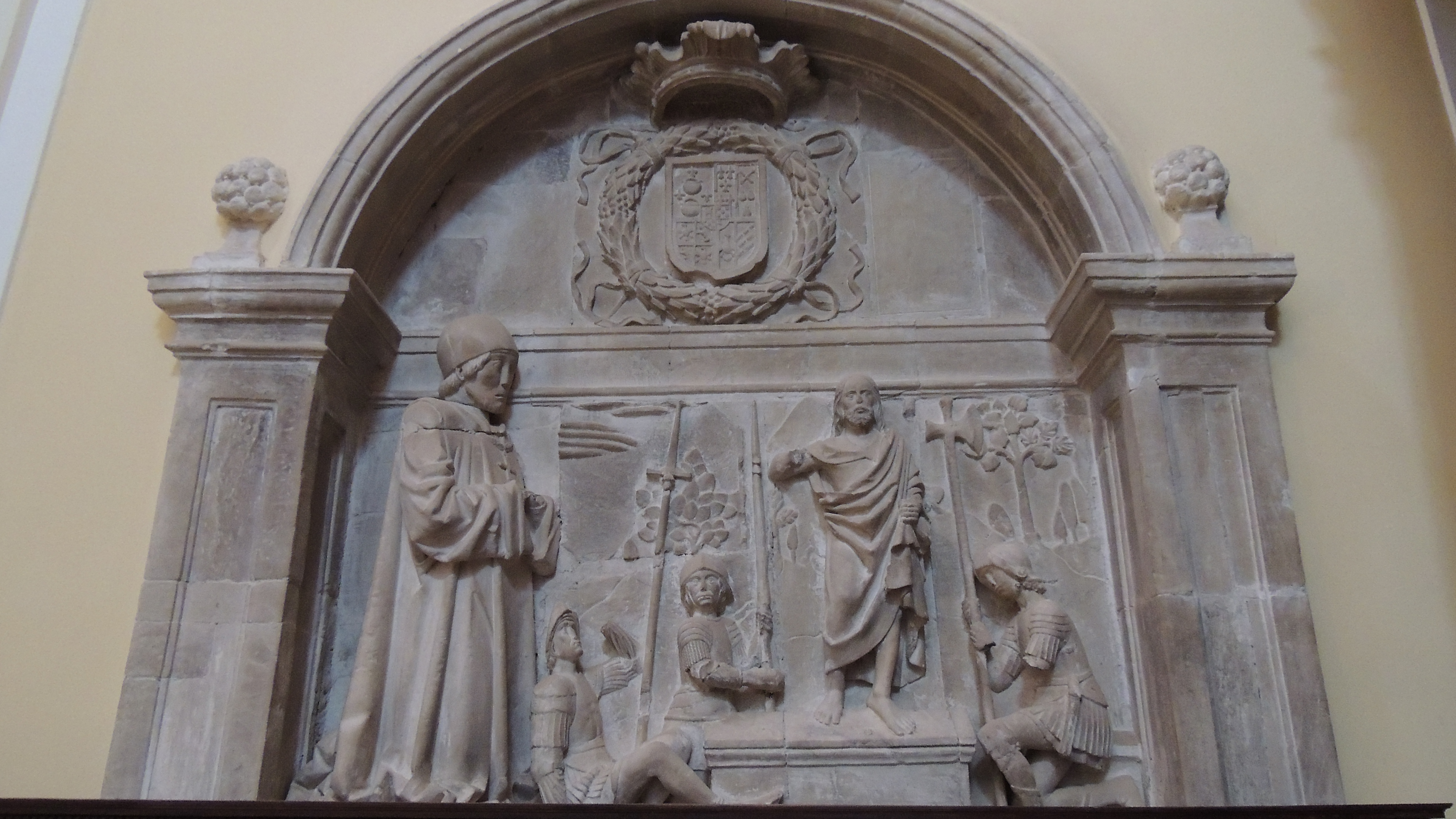
Sepulcro de Juan Morales

En la nave central, al pie del presbiterio, se ven varias lápidas o fragmentos recogidos de los muchos que ocuparon antiguamente el templo. 
En el presbiterio se puede admirar un frontal de altar, y un púlpito con abundante decoración plateresca, policromados. En la pared del evangelio, aparece el enterramiento de don Juan Morales, natural de Guadalajara. Bajo moderno arcosolio, aparece la estatua orante, arrodillada sobre un almohadón, del donante, que se cubre la cabeza con bonete de finales del siglo XV. Ante él, buena escena en medio relieve: la Resurrección, con cuatro figuras y un paisaje. Sobre el grupo, escudo del personaje.
El fondo del presbiterio es ocupado por un magnífico retablo, obra del primer tercio del siglo XVII, de autor desconocido. Se estructura en dos cuerpos y tres calles, estando ocupados sus espacios expositivos por magníficas escenas de talla en relieve representando pasajes de la Vida de la Virgen, así: la Natividad, la Epifanía y otras, presididas todas al centro por una representación magnífica de la Asunción de María, y en lo alto un Calvario. Es obra renacentista bien policromada y tratada en sus tallas y aspectos estructurales con mesura y elegancia.